# 어서 와! 오컬트 연구부
《어서 와! 오컬트 연구부》(일본어: あつまれ!ふしぎ研究部 아쓰마레 후시기 겐큐부[*]→모여라! 불가사의 연구부)는 안베 마사히로가 그리는 일본의 개그 만화 작품이다. 《주간 소년 챔피언》(아키타 쇼텐)에서 2016년 44호부터 2024년 33호까지 연재되었다.

## 줄거리
같은 취미를 가진 동료를 찾지 못하고, 불가사의한 것을 연구한다는 명목으로 모여들어 만들어진 불가사의 연구부 부원인 3명의 소녀들과, 고교에서 들고 싶은 것을 찾지 못한 주인공인 고료 다이스케의 부활동을 그린 개그 만화.

## 등장인물

### 난쇼고교(南湘高校)

#### 불가사의 연구부
고료 다이스케(五領大祐)
난쇼고교 1학년. 교사에게 창고에 짐을 옮겨달라고 부탁받아, 실수로 들어간 불가사의 연구부의 부실에서 코토네에게 최면술을 걸려 강제로 입부당하였다. 최면술에 걸리기 쉬운 체질로, 코토네의 최면술은 거의 걸려버린다. 거유 취향. 여동생이 있다.
니노미야 스즈(二宮鈴)
난쇼고교 1학년. 오컬트 연구 담당. 저주 물품 수집이 취미로, 스스로 짚인형도 만든다. 심령사진이나 심령현상 따위를 촬영하기 위해 여러 가지 촬영기구를 가지고 있다. 이치마츠 인형인 마츠코(松子)를 극심히 사랑하고 있다.
칸다 치아키(神田千晶)
난쇼고교 2학년. 마술 연구 담당. 마술은 기합으로 하는 것이라고 착각하고 있기 때문에, 한 번도 마술을 성공시킨 적이 없다. 타카하마 레이코와는 옛 같은 반 친구.
오오하라 코토네(大原ことね)
난쇼고교 3학년. 최면술 연구 담당. 불가사의 연구부 부장. 특진 클래스에 재적하며 학원 내에서는 남녀불문 인기가 많다. 흰옷을 입고 있는 것은 최면술사답게 보이기 위해서로, 특별히 의미는 없다. 최면술 솜씨가 매우 우수한 편이다.
히라츠카 노노카(平塚和香)
난쇼고교 1학년. 전 화학부. 특진반에 재적하고 있다.
카스가노 아사히(春日野旭)
불가사의 연구부 고문. 보건 선생님. 되고자 하는 자가 없는 불가사의 연구부의 고문을, 아첨받아 반강제로 맡게 된다. 순수한 성격의 소유자로 최면술에 걸렸을 때도 명령을 잘못 해석해버린다.

#### 풍기위원
타카하마 레이코(高浜麗子)
난쇼고교 2학년. 불건전한 망상벽이 있는 풍기위원. 불가사의 연구부를 폐부시키려고 꾀한다. 다이스케에게 호의를 가지고 있다. 다이스케와 같이 최면술에 걸리기 쉬운 체질.

#### 오오하라 코토네 팬클럽
마츠바라 신지(松原真司)
오오하라 코토네 팬클럽 회원번호 0001번. 회원수가 120명을 넘는 팬클럽의 리더격인 존재이다.

### 그 외 주인공의 관계자
고료 유이(五領結)
다이스케의 여동생. 초등학교 6학년생. 심령사진을 찍으러 고료 집에 찾아온 스즈와 사이가 좋아진다.

## 서적 정보
- 안베 마사히로 《모여라! 불가사의 연구부》(あつまれ!ふしぎ研究部) 아키타 쇼텐 〈소년 챔피언 코믹스〉, 1권 간행 (2017년 4월 7일 현재)
  1. 2017년 4월 7일 발매 ISBN 978-4-253-22821-3